# ماندیز کرنر (پنسیلوانیا)
ماندیز کرنر (به انگلیسی: Mundys Corner) یک منطقهٔ مسکونی در ایالات متحده آمریکا است که در شهرستان کمبریا، پنسیلوانیا واقع شده‌است. ماندیز کرنر ۱۶٫۲۶ کیلومتر مربع مساحت و ۱٬۶۵۱ نفر جمعیت دارد و ۵۷۹٫۱۳ متر بالاتر از سطح دریا واقع شده‌است.